# Meruídeos
Meruidae (vernáculo: Meruídeos) compreende uma família monotípica de coleópteros, pertencente à subordem Adephaga. Apresentam um tamanho de 0,85–0,9 mm de comprimento, no qual compreende as menores espécies conhecidas de adefágos aquáticos. O táxon é endêmico do estado venezuelano do Amazonas, no qual as cachoeiras são o principal habitat.

## Gênero
- Meru